# 2061年10月13日日食
2061年10月13日日食为一次在协调世界时2061年10月13日出現的一次日環食。該次日食食分為0.9469，食甚維持時間3分41秒。

## 概述
這次日食的食分是0.9469，環食維持3分41秒。

## 基本參數
- 類型：日環食
- 食最大地點資料：
  - 日期：2061年10月13日
  - 時間：10時32分10秒
  - 地點：62S 54W
  - 食分：0.9469
  - 日環食持續時間：3分41秒

## 外部連結
- NASA未來日食資料（页面存档备份，存于）
- 可見區域圖和時間統計：由弗雷德·埃斯佩纳克做出的日食預報，NASA/GSFC
  - Google互動地圖呈現的日食範圍
  - 貝塞爾元素